# Ďurkov
Ďurkov este o comună slovacă, aflată în districtul Košice-okolie din regiunea Košice. Localitatea se află la altitudinea de 261 m deasupra n.m., se întinde pe o suprafață de 9,92 km2 și în 2017 număra 1.845 de locuitori.

## Istoric
Localitatea Ďurkov este atestată documentar din 1323.

## Demografie
| An:                | 1994 | 2004    | 2014    | 2024    |
| ------------------ | ---- | ------- | ------- | ------- |
| Număr de persoane: | 1333 | 1551    | 1742    | 2066    |
| Diferență:         |      | +16,35% | +12,31% | +18,59% |

| An:                | 2023 | 2024   |
| ------------------ | ---- | ------ |
| Număr de persoane: | 2041 | 2066   |
| Diferență:         |      | +1,22% |